# Saint-Sulpice-de-Roumagnac
 Saint-Sulpice-de-Roumagnac  (en occitano Sent Soplesí de Romanhac) es una población y comuna francesa, situada en la región de Aquitania, departamento de Dordoña, en el distrito de Périgueux y cantón de Ribérac.

## Demografía
| 301 | 305 | 238 | 242 | 232 | 226 |
| Para los censos de 1962 a 1999 la población legal corresponde a la población sin duplicidades (Fuente: INSEE [Consultar]) |     |     |     |     |     |